# 52480 Enzomora
52480 Enzomora è un asteroide della fascia principale. Scoperto nel 1995, presenta un'orbita caratterizzata da un semiasse maggiore pari a 2,1706642 UA e da un'eccentricità di 0,0430921, inclinata di 4,12134° rispetto all'eclittica.